# Liste der Baudenkmale in Wehrbleck
In der Liste der Baudenkmale in Wehrbleck sind alle Baudenkmale der niedersächsischen Gemeinde Wehrbleck aufgelistet. Die Quelle der Baudenkmale ist der Denkmalatlas Niedersachsen. Der Stand der Liste ist der 21. November 2021.

## Allgemein
In den Spalten befinden sich folgende Informationen:
- Lage: die Adresse des Baudenkmales und die geographischen Koordinaten. Kartenansicht, um Koordinaten zu setzen. In der Kartenansicht sind Baudenkmale ohne Koordinaten mit einem roten Marker dargestellt und können in der Karte gesetzt werden. Baudenkmale ohne Bild sind mit einem blauen Marker gekennzeichnet, Baudenkmale mit Bild mit einem grünen Marker.
- Bezeichnung: Bezeichnung des Baudenkmales
- Beschreibung: die Beschreibung des Baudenkmales. Unter § 3 Abs. 2 NDSchG werden Einzeldenkmale und unter § 3 Abs. 3 NDSchG Gruppen baulicher Anlagen und deren Bestandteile ausgewiesen.
- ID: die Objekt-ID des Baudenkmales
- Bild: ein Bild des Baudenkmales, ggf. zusätzlich mit einem Link zu weiteren Fotos des Baudenkmals im Medienarchiv Wikimedia Commons. Wenn man auf das Kamerasymbol klickt, können Fotos zu Baudenkmalen aus dieser Liste hochgeladen werden:

## Wehrbleck

### Einzelbaudenkmale
| Lage                                     | Bezeichnung | Beschreibung                                                                               | ID       | Bild |
| ---------------------------------------- | ----------- | ------------------------------------------------------------------------------------------ | -------- | ---- |
| Dorfstraße 4 52° 37′ 52″ N, 8° 41′ 26″ O | Gasthaus    | Das eingeschossige Gasthaus mit Mittelrisalit wurde unter einem Krüppelwalmdach errichtet. | 34451390 |      |

### Gruppen baulicher Anlagen: Gruppe Hofanlage Nordholz 1
Die Gruppe „Hofanlage Nordholz 1“ hat die ID 34629121.

| Lage                                  | Bezeichnung              | Beschreibung                                                                      | ID       | Bild |
| ------------------------------------- | ------------------------ | --------------------------------------------------------------------------------- | -------- | ---- |
| Nordholz 1 52° 38′ 41″ N, 8° 42′ 2″ O | Wohn-/Wirtschaftsgebäude | Das Zweiständer-Hallenhaus wurde 1820 untere einem Krüppelwalmdach erbaut.        | 34451410 |      |
| Nordholz 1 52° 38′ 40″ N, 8° 42′ 2″ O | Speicher                 | Der zweigeschossige Fachwerkspeicher wurde 1706 unter einem Satteldach errichtet. | 34451434 |      |
| Nordholz 1 52° 38′ 40″ N, 8° 42′ 0″ O | Backhaus                 | Das eingeschossige Fachwerkgebäude wurde 1720 unter einem Satteldach erbaut.      | 34451458 |      |